# جی‌دی‌اس هارونا (دی‌دی‌ایچ-۱۴۱)
جی‌دی‌اس هارونا (دی‌دی‌ایچ-۱۴۱) (به انگلیسی: JDS Haruna (DDH-141)) یک کشتی است که طول آن ۱۵۳٫۱ متر (۵۰۲ فوت ۴ اینچ) می‌باشد. این کشتی در سال ۱۹۷۱ ساخته شد.